# Trees For The World
Trees For The World (TFTW) je mezinárodní projekt organizovány Scouts Messengers of Peace pro skauty z celého světa, ve kterém každý skaut vysadí strom v sobotu po Dni Země.

## Historie
Myšlenka projektu Trees For The World vznikla během prvního Interamerican Leadership Training, mezi delegáty z Argentiny, Kanady, Curaçaa, Ekvádoru, Hondurasu, Panamy, Svaté Lucie, Svatého Vincence a Grenadin a USA při brainstorming o společných problémech, které sdílí tyto národy. Poté, co bylo dosaženo konsensu, vznikl dlouhodobý projekt, který zahrnuje skauty z celého světa k šíření kultury míru a zároveň má dopad na jejich komunitu.
V září 2014, získala projekt Trees For The World cenu Messengers of Peace Hero Award.

## Organizační výbor
Trees For The World Organizing Committee (TFTWOC) (Španělsky: Comité Organizador de Árboles Para El Mundo, COAPEM), vzniklý v únoru 2014, je skupina skautů,  kteří se zapojují do organisace a propagace tohoto projektu. V současné době má TFTWOC 12 členů z 10 zemí které jsou v Interamerican Scout Regionu.
| Jméno                     | Země                      | Statut                            |
| ------------------------- | ------------------------- | --------------------------------- |
| Damián Bacarini           | Argentina                 | Aktivní                           |
| Marlissa Moro             | Kanada                    | Aktivní                           |
| Dulvanca Hansen           | Curaçao                   | Aktivní                           |
| Alejandra Pazmiño         | Ekvádor                   | Aktivní                           |
| Alejandro Discua Dubon    | Honduras                  | Aktivní                           |
| Tomás Arias               | Panama                    | Aktivní                           |
| Yohanie Khalifa Alexander | Svatá Lucie               | Neaktivní                         |
| Lemuel Providence         | Svatý Vincenc a Grenadiny | Neaktivní                         |
| Chris Harloff             | USA                       | Aktivní                           |
| Todd Christian            | USA                       | Poradce TFTWOC                    |
| Hilario Contreras         | USA                       | Poradce TFTWOC                    |
| Carlos Córdova            | Venezuela                 | Aktivní (Členem od prosince 2014) |

## Trees For The World 2014
Trees For The World 2014 probíhalo od 26. dubna do 27. září 2014. Celkem se zapojilo 14 645 skautů z 24 zemí kteří vysadili celkem 57 161 stromů. 
| Země               | # Účastníků | # Stromů |
| ------------------ | ----------- | -------- |
| Brazílie           | 50          | 100      |
| Kanada             | 30          | 251      |
| Kolumbie           | 1 364       | 1 890    |
| Ekvádor            | 4 500       | 23 000   |
| Etiopie            | 1 200       | 5 000    |
| Honduras           | 254         | 420      |
| Indie              | 66          | 134      |
| [ 4 ]              | 20          | 40       |
| Mauricius          | 4           | 4        |
| Mexiko             | 464         | 5 984    |
| [ 5 ]              | 250         | 2 500    |
| [ 6 ]              | 30          | 12       |
| Nikaragua          | 130         | 1 700    |
| [ 7 ]              | 724         | 637      |
| Peru               | 11          | 1 000    |
| [ 8 ]              | 127         | 127      |
| Portugalsko        | 20          | 20       |
| Jižní Afrika       | 1           | 1        |
| Srí Lanka          | 21          | 21       |
| Tchaj-wan          | 125         | 110      |
| Thajsko            | 95          | 95       |
| Spojené království | 7           | 7        |
| [ 9 ]              | 202         | 1 098    |
| Venezuela          | 4 950       | 13 010   |
| Celkem             | 14 645      | 57 161   |